# Вибори в Польщі
У Польщі багатопартійна політична система. На національному рівні Польща обирає главу держави – президента – і законодавчий орган. Також проводяться різноманітні місцеві вибори, референдуми та вибори до Європейського парламенту.
Польща має довгу історію публічних виборів, яка сягає кількох століть, починаючи з виборів до сейму в Ленчиці (відомого як Перший сейм) у 1182 році. Примітно, що з сейму 1493 р. польські королі були зобов’язані кожні два роки скликати чергові сейми та регіональні вибори (сеймики). З 1573 по 1795 рік державна система виборної монархії в Польщі вимагала королівських виборів монархів також під час сеймових засідань.
Перші сучасні та вільні вибори в Польщі ХХ століття відбулися в 1919 році, через два місяці після того, як країна відновила незалежність у 1918 році після більш ніж століття поділу та окупації іноземними державами. Після Другої світової війни Польща потрапила до радянської сфери впливу як держава-сателіт і стала контрольованою комуністами, які сфальсифікували вибори 1947 року, щоб забезпечити контроль над усім польським урядом. З цього часу в Польщі відбувалися регулярні вибори; однак жодні вибори не були вільними аж до революційних виборів 1989 року, які ознаменували падіння комунізму. У 1989 році польські комуністи отримали більшість місць у нижній палаті, але дозволили опозиційним партіям зайняти місця.

## Історія
Перший польський сейм був скликаний у 1182 році. Починаючи з сейму 1493 року, скликаного королем Яном I Ольбрахтом у 1493 році, сейми мали відбуватися кожні 2 роки. Існували також спеціальні сейми за потреби, наприклад, коронаційні.
Найвідоміші сейми включали Німий сейм або Тихий Сейм 1717 року, який ознаменував початок російського контролю над внутрішніми справами Польщі; наступний Рєпнінський сейм або сейм 1767/1768 рр., умови якого диктував російський посол Рєпнін; Великий сейм – або Чотирирічний сейм 1798–1792 рр., який проголосував за травневу конституцію Польщі; та Гродненський сейм – останній сейм Першої Республіки.
Після смерті Сигізмунда II Августа, останнього з династії Ягеллонів, і після короткого періоду міжцарів’я вся шляхта (шляхта) Речі Посполитої (10% населення) могла брати участь у виборах монархів. Останнім обраним королем став Станіслав Август Понятовський у 1764 році. Він зрікся престолу в 1795 році після того, як поділ Польщі припинив існування суверенної держави Польща протягом 123 років.
Сперечається, наскільки вільними були вибори після 1926 року; зокрема, вибори 1930 року часто вважаються невільними Wybory brzeskie. Президенти Польщі обиралися Сеймом і Сенатом (Zgromadzenie Narodowe), а не всенародним голосуванням. До 1922 року глава польської держави називався Naczelnik Państwa.

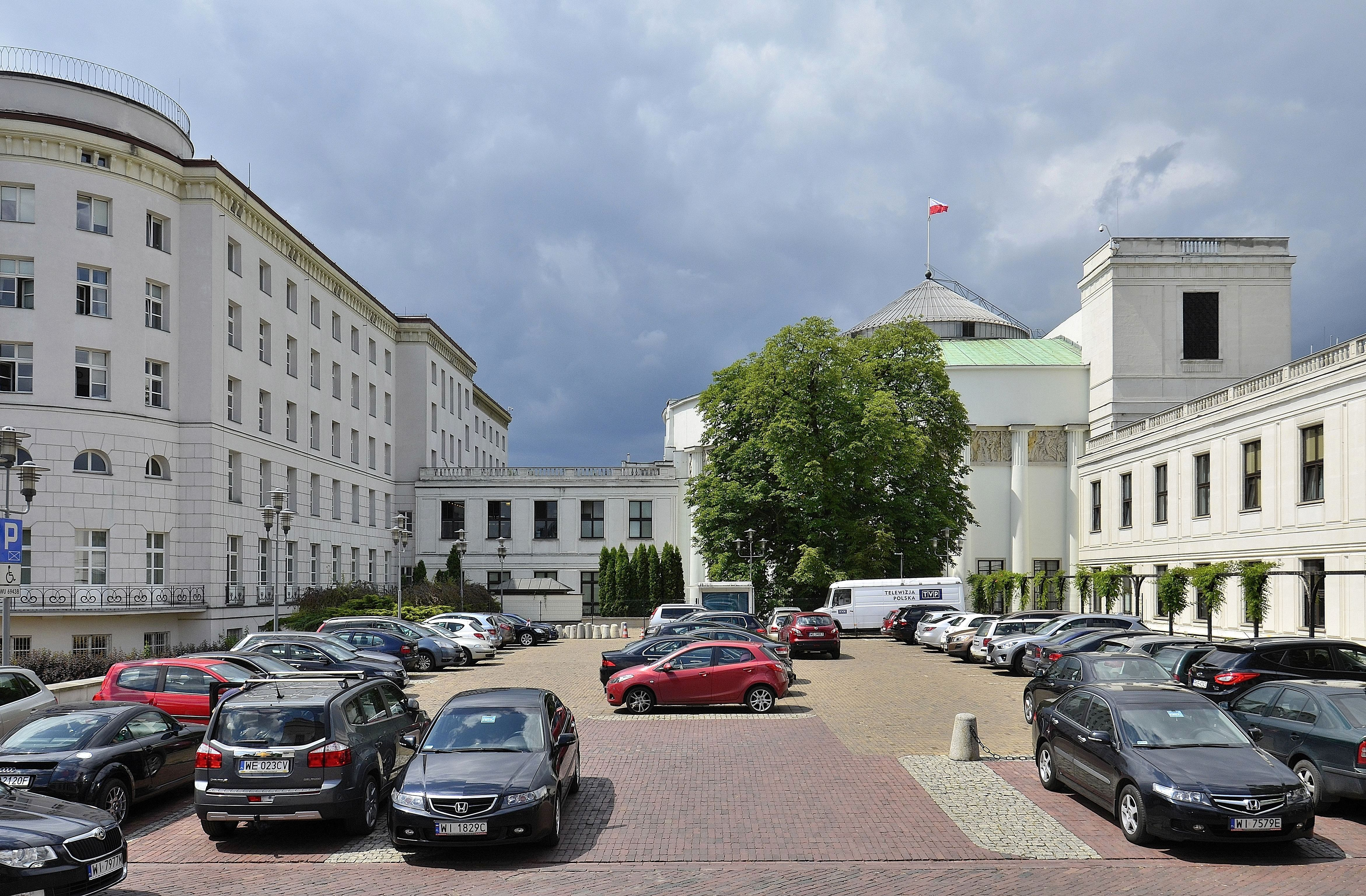
Комплекс Сейму та Сенату Польщі

Лише вибори 1947 і 1989 років можна вважати частково вільними. Всі інші в той період були під контролем. Не було прямих президентських виборів до 1990 року, після висунення Президента Болеслава Берута Сеймом у 1947 році та скасування посади згідно з конституцією 1952 року.

### Польські вибори 1573-1985 рр

#### Польські вибори, королівські вибори
- Перші польсько-литовські королівські вибори 1573 р
- 2 польсько-литовські королівські вибори 1576 р
- 3 польсько-литовські королівські вибори 1587 р
- 4 польсько-литовські королівські вибори 1632 р
- 5 польсько-литовські королівські вибори 1648 р
- 6 польсько-литовські королівські вибори 1669 р
- 7 польсько-литовські королівські вибори 1674 р
- 8 1697 польсько-литовські королівські вибори
- 9 польсько-литовські королівські вибори 1704 р
- 10 польсько-литовські королівські вибори 1733 р
- 11 польсько-литовських королівських виборів 1764 р

#### Президентські вибори
- 1-ші польські вибори 1922 р. (9 грудня)
- 2-гі польські вибори 1922 р. (20 груд.)
- 3-ті польські вибори 1926 (травень)
- 4-ті польські вибори 1926 р. (червень)
- 5-ті польські вибори 1933 р
- 6-ті польські вибори 1947 р

#### Законодавчі вибори
- Перші польські вибори 1919 р
- 2-гі польські вибори 1922 р
- 3-ті польські вибори 1928 р
- 4-ті польські вибори 1930 р
- 5-ті польські вибори 1935 р
- 6-ті польські вибори 1938 р
- 7-мі польські вибори 1947 р
- 8-мі польські вибори 1952 р
- 9-ті польські вибори 1957 р
- 10-ті польські вибори, 1961 р
- 11-ті польські вибори, 1965 р
- 12-ті польські вибори, 1969 р
- 13-ті польські вибори, 1972 р
- 14-ті польські вибори, 1976 р
- 15-ті польські вибори, 1980 р
- 16-ті польські вибори, 1985 р

## Посткомуністична Польща

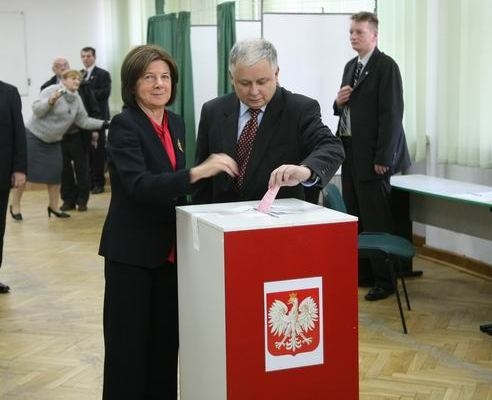
Лех Качинський і Марія Качинська у 2006 році

З 1991 року польські вибори відбуваються за типовою представницькою демократією.
У Польщі багатопартійна політична система з численними партіями, в яких жодна партія часто не має шансів отримати владу сама по собі, і партії повинні працювати одна з одною, щоб сформувати коаліційні уряди.
Польща обирає на національному рівні главу держави – президента – і законодавчу владу. Президент обирається народом на п'ятирічний термін. Національні збори мають дві палати. Парламент (Сейм) складається з 460 депутатів, які обираються на чотирирічний термін за партійними списками в багатомандатних виборчих округах з 5%-м прохідним бар’єром для окремих партій і 8%-м прохідним бар’єром для коаліцій (вимога скасовується для національних меншин). Сенат (Senat) складається зі 100 членів, які обираються на чотирирічний термін за системою перших постів, зі 100 одномандатними виборчими округами. До парламентських виборів 2011 року вибори до Сенату проводилися шляхом мажоритарного голосування в 40 багатомандатних округах. З 1991 року вибори контролюються Національною виборчою комісією (Państwowa Komisja Wyborcza), адміністративний підрозділ якої називається Національним виборчим офісом (Krajowe Biuro Wyborcze)

### Кінець комуністичного правління

#### Парламентські вибори 1989 року
Парламентські вибори 1989 року: Угода польського круглого столу призвела до частково відкритих парламентських виборів. Червневі вибори сформували Сейм (нижню палату), у якому одна третина місць дісталася комуністам, а одна третина — двом партіям, які досі були їхніми партнерами по коаліції. Решта однієї третини місць у Сеймі та всіх місць у Сенаті виборювалася вільно; більшість із них були кандидатами, яких підтримувала «Солідарність». Ярузельський був обраний Сеймом президентом Польщі.
Місцеві вибори в травні 1990 року були абсолютно вільними. Кандидати, підтримані Громадянськими комітетами «Солідарності», виграли більшість виборів, у яких вони брали участь, хоча явка виборців становила лише трохи більше 40%. У липні 1990 р. відбулися перестановки в кабінеті міністрів; серед замінених були міністри національної оборони та внутрішніх справ (залишки попереднього комуністичного уряду).

#### Президентські вибори 1990 року
У жовтні 1990 року до конституції були внесені поправки, спрямовані на скорочення терміну повноважень президента Ярузельського. У грудні Лех Валенса став першим всенародно обраним президентом Польщі.

#### Парламентські вибори 1991 року
Перші вільні парламентські вибори в Польщі відбулися в 1991 році. У ньому взяли участь понад 100 партій, які представляли весь спектр політичних поглядів. Жодна партія не набрала більше 13% голосів.

#### Парламентські вибори 1993 року
Після невдалого початку в 1993 році була проведена друга група виборів і перший парламент, який пропрацював повний термін. Найбільшу частку голосів отримав Демократичний лівий альянс (SLD).
Після виборів SLD і Польська народна партія (PSL) сформували правлячу коаліцію. Вальдемар Павляк, лідер молодшого партнера PSL, став прем'єр-міністром, пізніше його змінив лідер SLD Юзеф Олекси.

#### Президентські вибори 1995 року
У листопаді 1995 року в Польщі відбулися другі післявоєнні вільні президентські вибори. Лідер SLD Олександр Квасьневський переміг Валенсу з незначною перевагою — 51,7% проти 48,3%.

#### Парламентські вибори 1997 року
На парламентських виборах 1997 року дві партії, що належать до руху Солідарності – Виборча дія Солідарності (AWS) і Союз свободи (UW) – отримали 261 із 460 місць у Сеймі та сформували коаліційний уряд. Прем'єр-міністром став Єжи Бузек з AWS. AWS і Альянс демократичних лівих (SLD) отримали більшість місць у Сеймі. Лідером AWS був Мар’ян Кшаклевський, а SLD – Лешек Міллер. У червні 2000 року UW вийшов із урядової коаліції, залишивши AWS на чолі уряду меншості.

### Вибори після 2000 року

#### Президентські вибори 2000 року
На президентських виборах 2000 року Олександр Квасьневський, чинний колишній лідер посткомуністичного демократичного лівого альянсу (SLD), був переобраний у першому турі голосування, набравши 53,9% голосів виборців. Друге місце, лише 17,3%, посів Анджей Олеховський. Вважається  що опозиційній кампанії перешкоджала їхня нездатність висунути харизматичного (або навіть єдиного основного) кандидата, а також падіння підтримки правоцентристського уряду Солідарних виборчих дій (AWS). Це було пов'язано з внутрішніми тертями в правлячій парламентській коаліції.

#### Парламентські вибори 2001 року
Конституція 1997 року та зміна адміністративного поділу 1999 року вимагали перегляду виборчої системи, яка була прийнята у квітні 2001 року. Серед найважливіших змін:
1. остаточна ліквідація партійного списку (раніше частина депутатів обиралася за партійним списком, заснованим на загальнодержавній підтримці виборців, а не від місцевих округів),
2. модифікація методу розподілу місць на метод Sainte-Laguë, який дає меншу премію великим партіям. Остання зміна була повернута до методу д'Ондта в 2002 році.

На парламентських виборах у вересні 2001 року SLD перемогла завдяки розчаруванню виборців урядом AWS і внутрішнім чварам у цьому блоці. Настільки, що ця колишня правляча партія не потрапила до парламенту, опустившись нижче 8%-го порогу для коаліцій (вони не змогли сформувати офіційну політичну партію, яка має лише 5%-й прохідний бар’єр, і формально залишалися «коаліцією» партій).
SLD утворила коаліцію з Польською аграрною селянською партією та лівим Робітничим союзом (UP), з Лешеком Міллером як прем’єр-міністром.

#### Президентські та парламентські вибори 2005 року
Восени 2005 року поляки голосували як на парламентських, так і на президентських виборах. Очікувалося, що парламентські вибори у вересні призведуть до створення коаліції двох правоцентристських партій, Право і справедливість (Prawo i Sprawiedliwość, PiS) і Громадянської платформи (Platforma Obywatelska, PO). PiS зрештою набрала 27% поданих голосів і стала найбільшою партією в сеймі, випередивши PO з 24%. Правляча партія, яка йде у відставку, лівий Альянс демократичних лівих (Sojusz Lewicy Demokratycznej, SLD), набрала лише 11%. Президентські вибори в жовтні проходили за схожим сценарієм. Ранній фаворит, Дональд Туск, лідер PO, побачив, що його лідерство в опитуванні громадської думки зменшилося, і його побив 54% проти 46% у другому турі кандидат від PiS Лех Качиньський (один із близнюків, засновників партії). Обидва вибори були зіпсовані низькою явкою — лише 51% у другому та вирішальному турі президентських виборів і трохи більше 40% на парламентських виборах. Вважається, що причиною низької явки є розчарування населення політиками.

#### Парламентські вибори 2007 року
На жовтневих парламентських виборах приголомшливу перемогу здобула Громадянська платформа (ПО), найбільша опозиційна партія, яка набрала понад 41% голосів виборців. Кількість голосів ПіС зросла з 2005 року, але недостатньо для переобрання, тоді як Самооборона та ЛНР були знищені, втративши всі представництва, кожна з них набрала лише трохи більше 1% голосів. PO продовжила формування правлячої коаліції більшості з аграрною Польською народною партією (PSL), а лідер PO Дональд Туск обійняв посаду прем’єр-міністра в листопаді 2007 року.

#### Президентські вибори 2010 року
10 квітня 2010 року багато представників політичної еліти загинули під час авіакатастрофи під Смоленськом, у тому числі Лех Качинський, виконуючий обов’язки президента Польщі.
На президентських виборах 2010 року Дональд Туск вирішив не висувати свою кандидатуру, оскільки вважався таким, що легко переміг лідера PiS Ярослава Качинського. На первинних виборах до PO Броніслав Коморовський переміг міністра закордонних справ Радослава Сікорського, який здобув освіту в Оксфорді, перехідника ПіС. На виборах Коморовський переміг Ярослава Качинського, забезпечивши домінування PO на всьому політичному ландшафті Польщі.
У листопаді 2010 року місцеві вибори дали близько 31 відсотка голосів, а PiS – 23 відсотки, що є збільшенням для перших і падінням для других порівняно з виборами 2006 року. PO вдалося виграти чотири вибори поспіль, що стало рекордом для посткомуністичної Польщі.

#### Парламентські вибори 2011 року
Парламентські вибори до Сейму та Сенату відбулися 9 жовтня 2011 року. Результатом попередніх виборів у 2007 році був уряд Громадянської платформи – Польської народної партії (PSL). Усі місця обох палат були призначені для перевиборів.
Громадянська платформа (PO) на чолі з прем’єр-міністром Дональдом Туском прагнула переобрання: досягнення, якого не було досягнуто з тих пір, як Польща стала демократією. PSL раніше була меншим партнером Громадянської платформи в правлячій коаліції, і заявила, що бажає продовжити ці відносини після виборів.

#### Парламентські вибори 2015 року
У жовтні 2015 року відбулися парламентські вибори до Сейму та Сенату. Результатом попередніх виборів у 2011 році був уряд Громадянської платформи – Польської народної партії (PSL). Усі місця в обох палатах можуть бути переобрані.
Процес виборів до Сейму відбувається через пропорційне представництво за партійними списками за методом Д'Ондта в багатомандатних виборчих округах з 5% порогом для окремих партій і 8% порогом для коаліцій (вимоги скасовано для національних меншин). Вже підписано наступну коаліцію: Право і справедливість (PiS) між Єдиною Польщею (SP) і Polska Razem (PR).

#### Парламентські вибори 2019 року
Вибори до парламенту Польщі у 2019 році відбулися 13 жовтня 2019 року. Були обрані всі 460 членів сейму і 100 сенаторів сенату. Правляча партія « Право і справедливість» (PiS) зберегла більшість у Сеймі, але втратила більшість у Сенаті через опозицію. З 43,6% голосів виборців «Право і справедливість» отримала найбільшу частку голосів серед будь-якої партії з часів повернення Польщі до демократії в 1989 році. Явка була найвищою на парламентських виборах з часів перших вільних виборів після падіння комунізму в 1989 році. Вперше після 1989 року правляча партія контролює одну палату (Сейм), а опозиція контролює другу (Сенат).

#### Президентські вибори 2020 року
Перший тур президентських виборів у Польщі 2020 року відбувся 28 червня 2020 року і завершився другим туром голосування 12 липня 2020 року.
| Кандидат                                                              | Кандидат                   | Партія                     | Перший тур | Перший тур | Другий тур | Другий тур |
| Кандидат                                                              | Кандидат                   | Партія                     | голосів    | %          | голосів    | %          |
| --------------------------------------------------------------------- | -------------------------- | -------------------------- | ---------- | ---------- | ---------- | ---------- |
|                                                                       | Анджей Дуда                | Незалежний ( PiS )         | 8,450,513  | 43,50      | 10,440,648 | 51.03      |
|                                                                       | Рафал Тшасковський         | Громадянська платформа     | 5,917,340  | 30.46      | 10 018 263 | 48,97      |
|                                                                       | Шимон Головня              | Незалежний                 | 2,693,397  | 13.87      |            |            |
|                                                                       | Кшиштоф Босак              | Конфедерація ( RN )        | 1 317 380  | 6.78       |            |            |
|                                                                       | Владислав Косіняк-Камиш    | Польська народна партія    | 459,365    | 2.36       |            |            |
|                                                                       | Роберт Бедронь             | Весна                      | 432,129    | 2.22       |            |            |
|                                                                       | Станіслав Жултек           | Конгрес нових правих       | 45,419     | 0,23       |            |            |
|                                                                       | Марек Якубяк               | Федерація для Республіки   | 33,652     | 0,17       |            |            |
|                                                                       | Павло Танайно              | Незалежний                 | 27 909     | 0,14       |            |            |
|                                                                       | Вальдемар Вітковський      | Профспілка                 | 27 290     | 0,14       |            |            |
|                                                                       | Мирослав Піотровський      | Рух справжньої Європи      | 21 065     | 0,11       |            |            |
| Недійсні/порожні голоси                                               | Недійсні/порожні голоси    | Недійсні/порожні голоси    | 58,301     | –          | 177,724    | –          |
| Всього                                                                | Всього                     | Всього                     | 19 483 760 | 100        | 20 636 635 | 100        |
| Зареєстровані виборці/явка                                            | Зареєстровані виборці/явка | Зареєстровані виборці/явка | 30 204 792 | 64,51      | 30 268 460 | 68.18      |
| Джерело: Результати, Явка (перший тур); Результати, явка (другий тур) |                            |                            |            |            |            |            |